# Pedro de Maricourt

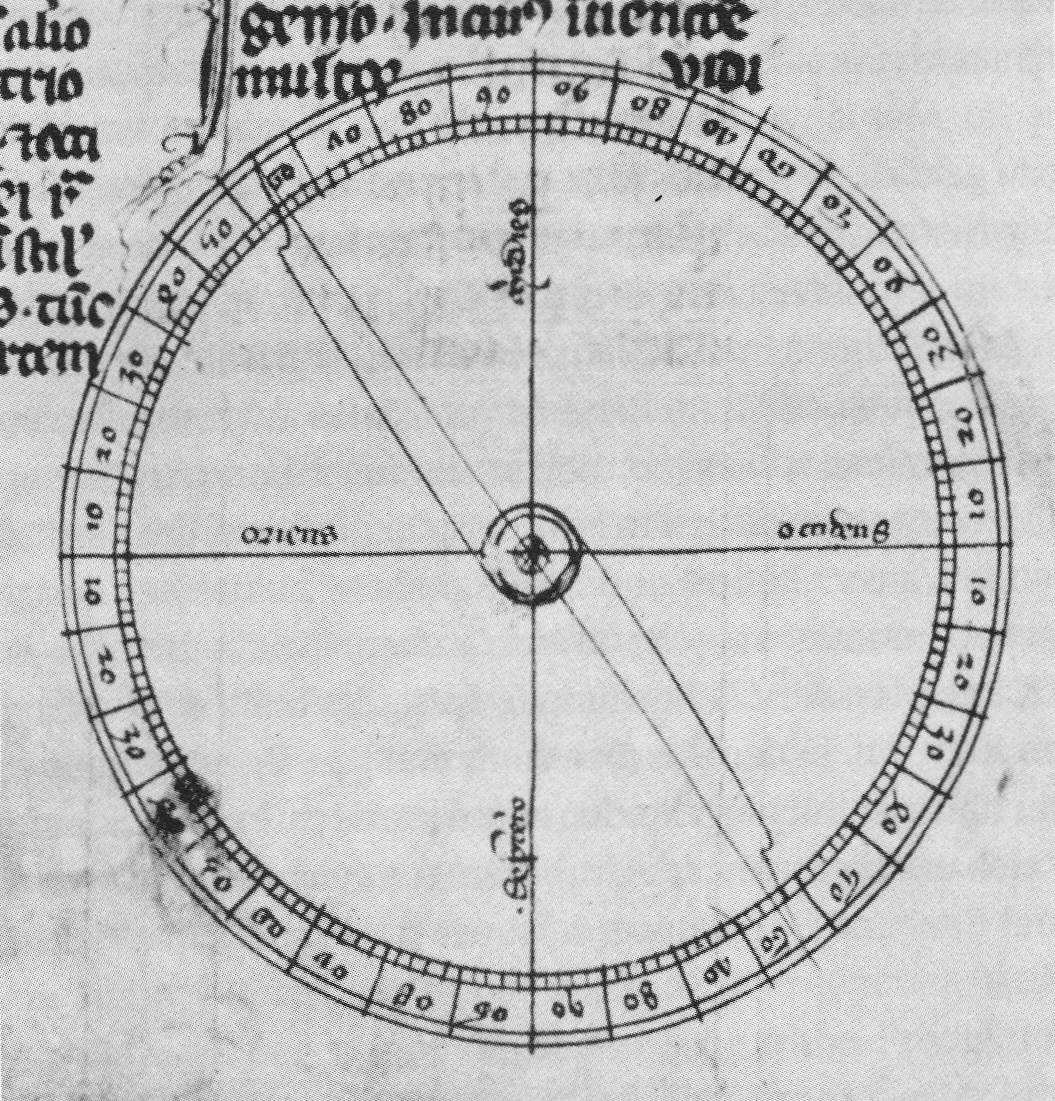
Agulha de uma bússola numa ilustração da Epistola do Magneto

Pedro de Maricourt (nome completo em francês: Pierre Pèlerin de Maricourt; em latim: Petrus Peregrinus de Maharncuria foi um estudioso francês do século XIII] que realizou experimentos sobre magnetismo e escreveu o primeiro tratado existente sobre as propriedades dos ímãs. Seu trabalho se destaca ainda pela primeira descrição detalhada de uma bússola.
Datado de 8 de agosto de 1269, Pedro escreveu um trabalho chamado Epistola Petri Peregrini de Maricourt ad Sygerum de Foucaucourt, militem, de magnete (Carta sobre o Magneto de Pedro Peregrino de Maricourt para Sygerus de Foucaucourt, Militar), chamada simplesmente Epístola do Magneto. As experiências e instrumentos apresentados na carta aparentemente datam de vinte anos antes, como mostram referências em vários trabalhos de Roger Bacon.
A carta é endereçada a Suggerius (Syger, Sygerius), cavalheiro de Foucaucourt, amigo e vizinho do autor. As vilas de Marincout e Foucaucourt estão situadas no departamento do Somme, perto de Péronne.

## Epístola do Magneto
A carta de Pedro de Marincourt explica como identificar os poloss uma bússola. Também descreveu as leis da atração e repulsão magnética, bem como a descrição de bussolas, uma dos quais «poderia direcionar seus passos para cidades e ilhas e qualquer lugar do mundo».
Se tornou um trabalho muito popular na Idade Média. Seu discípulo, Roger Bacon,  o elogiou como experimentador e técnico em seu trabalho Opus Majus (onde era chamado de Petrus de Maharncuria Picardus). Segundo Bacon, era um recluso que devotou seu tempo ao estudo da natureza, era hábil com metais, inventou armaduras e  ajudava mais o rei Luís IX de França que o próprio armeiro real.
Estudiosos da  Universidade de Oxford citavam freqüentemente a Epístola. A primeira edição impressa foi lançada em Augsburgo, 1558, por Achilles Gasser.